# Juigné-sur-Loire
Juigné-sur-Loire is een plaats en voormalige gemeente in het Franse departement Maine-et-Loire in de regio Pays de la Loire en telt 2452 inwoners (2005).

## Geschiedenis
Op 15 december 2016 fuseerde Juigné-sur-Loire en Saint-Jean-des-Mauvrets tot de huidige gemeente Les Garennes sur Loire. Deze gemeente maakt deel uit van het kanton Les Ponts-de-Cé en het arrondissement Angers.

## Geografie
De oppervlakte van Juigné-sur-Loire bedraagt 12,5 km², de bevolkingsdichtheid is 196,2 inwoners per km².
De onderstaande kaart toont de ligging van Juigné-sur-Loire met de belangrijkste infrastructuur en aangrenzende gemeenten.

## Demografie
Onderstaande figuur toont het verloop van het inwonertal.